# أتلانتا فليمز
أتلانتا فليمز (بالإنجليزية: Atlanta Flames)‏ هو نادي أمريكي لرياضة هوكي الجليد تأسس في 1971.